# Alfred de Suin
Marie Jean Baptiste Alfred de Suin, né à Parigny (Loire) le 15 avril 1796 et mort à Roye (Somme) le 20 septembre 1861, est un amiral français.

## Biographie
Fils de Bernard de Suin, chef de bataillon mort pour la France à la bataille de Leipzig, et de Cécile de Circourt, il entre à l'École spéciale de Brest en 1811, sur le Tourville.
Aspirant le 10 juillet 1815, il fait campagne sur la "Revanche", sur l'"Hermione" à la station du Brésil en 1816-17. Enseigne de vaisseau le 1er novembre 1817, il passe sur le "Colibri" puis l' "Écureuil", à la station du Sénégal. En 1819, il commande le lougre "Pourvoyeuse" sur les côtes du Portugal puis la "Bretonne" aux Antilles en 1819 et 1820. Lieutenant de vaisseau le 17 août 1822, il sert au Levant sur la "Médée". En janvier 1825, il est aide de camp de Christophe de Chabrol de Crouzol, ministre de la Marine. En 1826 et 1827, il commande la "Volage" sur les côtes d'Afrique. De retour à Cherbourg, il commande la corvette d'instruction le "Saumon". Il passe Second des frégates "Melpomène" et "Victorieuse" lors de l'expédition d'Alger de 1830.
Capitaine de corvette le 1er mars 1831, il commande la "Palinure" au Levant, puis dans les mers du Sud. Aide de camp de l'amiral Guy-Victor Duperré, ministre de la Marine en juin 1836, il est promu Capitaine de vaisseau le 30 mai 1837 et commande le "Santi-Pietri" en 1839 à 1841. Enfin, il commande le "Diadème" de 1844 à 1846 en escadre de Méditerranée.
Proche de Lamartine et cousin germain d'Adolphe de Circourt, il est nommé préfet maritime de Lorient en 1848 et se fait apprécier pour avoir contenu les émeutes des ouvriers du port. Il est promu contre-amiral le 1er mai 1849.
De 1851 à 1854, il est commandant en chef de la division navale du Brésil et de La Plata et ministre plénipotentiaire de la France à La Plata. Il contribue à la réorganisation de l’État de Buenos Aires après la chute du général Juan Manuel de Rosas et la défaite de ce dernier à Caseros.
Le 7 juin 1855, il est élevé au rang de Vice-amiral. Grand officier de la Légion d'honneur, il est nommé membre titulaire du Conseil d'Amirauté le 24 mars 1858 auprès de l'amiral Ferdinand Hamelin, ministre de la Marine.
Marié en 1825 à Pauline Fouquier, fille du maire de Roye, ils ont deux enfants, le lieutenant de vaisseau Albert de Suin et l'auteur et salonnière, la comtesse Diane de Beausacq.
Il est inhumé au cimetière de Roye en 1861.